# La Muela (Algodonales)
La Muela es una pedanía de Algodonales, municipio español de la provincia de Cádiz, Andalucía. La pedanía se encuentra en el nordeste de la provincia de Cádiz, entre los ríos Guadalete y Guadalporcún. Forma parte de la Ruta de los Pueblos Blancos, linda al norte con los términos de Villamartín, Puerto Serrano y Morón de la Frontera (Sevilla) y al este con el de Olvera. Se encuentra dentro del término municipal de Algodonales, localidad de la que depende administrativa y eclesiásticamente. Se encuentra a una altitud media de 465 metros sobre el nivel del mar y a 116 kilómetros de la capital de la provincia, Cádiz.
Las poblaciones más cercanas son Coripe, Algodonales y Zahara de la Sierra. Vive fundamentalmente de la agricultura y el turismo rural. Es un destino conocido para los practicantes de parapente.

## Historia
Entre los siglos XV y XVIII, la aldea de La Muela, al igual que la Puebla de Algodonales (Algodonales) y la Puebla de Castores (El Gastor); pertenecía jurisdiccionalmente y formaba parte del Marquesado y Señorío de Don Rodrigo Ponce de León, Duque de Arcos y Marqués de Zahara. La aldea de La Muela, era gobernada directamente desde el consejo de Zahara, aunque contribuía económicamente con la Puebla de Algodonales. Gracias a la resistencia de la Puebla de Algodonales frente a las tropas napoleónicas, esta se independiza definitivamente de su matriz Zahara, recibiendo el Título de Villa en el año 1817.
El Convento Carmelita de El Juncal fundado en el año 1601 en esta pedanía, cambió de jurisdicción pasando a depender en el ámbito civil a la nueva Villa de Algodonales, los frailes del mencionado convento asistieron en lo religioso a los habitantes de La Muela hasta el año 1835; año en el que tiene lugar la exclaustración de los frailes del Carmelo en la comarca de la Sierra de Cádiz, quedando por tanto la aldea asistida por la parroquia de su matriz Zahara, hasta la integración definitiva de La Muela en el ámbito eclesiástico a la parroquia de Algodonales en el siglo XIX.
Pascual Madoz: Aldea en la provincia de Cádiz, partido judicial de Olvera, término municipal de Zahara. Está situada en terreno despejado, el cual participa de todas las circunstancias de su ayuntamiento (V.l). Hay en dicha aldea una ermita aneja al curato del precitado Zahara Su población y riqueza está incluida en la de su ayuntamiento.

## Monumentos
- Iglesia de Santa María del Carmen: La iglesia de La Muela guarda entre sus muros lo poco que queda del patrimonio artístico del convento, algunas esculturas, la de la Virgen del Carmen, y las de San Elías y San José, fundador y patrono de la Orden. También hay un magnífico aguamanil y un precioso atril, ambos con el escudo del Carmelo grabado.[1]

- Construcción de la Ermita Santa María del Carmen
Los primeros intentos por erigir una nueva ermita en La Muela datan de 1853, cuando el ayuntamiento de Zahara y su párroco se dirigen al gobernador del arzobispado de Sevilla con este propósito, ofreciendo medios y asegurando la ayuda de los vecinos de La Muela, bien en "metálico, bien en peonadas, o finalmente con materiales, utensilios u acarreos". Sin embargo, esta primera solicitud no debió surtir efecto, pues habrá nuevas súplicas tanto de los distintos párrocos como de los mismos aldeanos. Los mismos vecinos de La Muela fueron los que expusieron su situación al arzobispo de Sevilla en 1859. Pidieron al prelado que les dieran licencia para construir una ermita en la aldea a sus expensas, ya que no podían trasladarse a un cuarto de legua que distaba el convento de El Juncal para recibir asistencia religiosa sin dejar sus hogares abandonados. Solicitados los informes pertinentes al párroco de Zahara acerca de la veracidad de lo expuesto en el escrito, éste contestó dando la razón a los aldeanos. Sin embargo, la situación no se había resuelto en el año 1865, consumándose el derrumbe de la Iglesia del Convento, debido al estado ruinoso en el que se encontraba.
El párroco y el ayuntamiento de Algodonales piden al arzobispado, la erección de una nueva ermita en La Muela, remitiendo este último la petición a la Junta diocesana de reparación de templos el 18 de agosto de 1866, encargando el proyecto al arquitecto don Manuel Portillo y Navarrete. Los habitantes aportaron 252 peonadas con bestias y 190 de mano de obra para la construcción de la misma, que se terminó de construir e inauguró el 16 de julio de 1872. La ermita recibió la primera visita oficial del arzobispado en 1879; pasó a ser Parroquia el 30 de septiembre de 1911. Sin embargo constituida como parroquia, siguió abandonada en lo sucesivo, unas veces atendida por el párroco de Coripe, otras por el de Algodonales o Zahara, así hasta la actualidad, prueba del nulo progreso que se ha producido en la localidad de La Muela desde la exclaustración de los frailes en la sierra de Cádiz.
En 2019 se restauran varias piezas barrocas de su interior.
Convento Carmelita de El Juncal: Del convento lo poco que se conserva son las ruinas de muros que restan en pie, son los únicos testigos que quedan, en el todavía solitario Juncal, de la vida y obra de los venerables carmelitas que habitaron entre ellos durante 229 años.

## Fiestas
- Belén Viviente
- Cabalgata de los Reyes Magos
- Carnaval (finales de febrero principios de marzo)
- Semana Santa (según calendario eclesiástico)
- Feria Medieval
- Romería (primer domingo de mayo)
- Feria y Festividad de la Virgen del Carmen (siempre en torno al 16 de julio): La feria y fiestas se celebran cada año en su día, momento que constituye una ocasión para el reencuentro de todos los paisanos, residentes y emigrados, para asistir a la procesión de la Virgen, muestra de la profunda devoción con que es venerada en el pueblo y sus alrededores.